# Дзвонять, відчиніть двері
«Дзвонять, відчиніть двері» — радянський художній фільм 1965 року режисера Олександра Мітти, дебют дванадцятирічної Олени Проклової в кіно.

## Сюжет
Учениця п'ятого класу Тетяна (Олена Проклова) закохана в піонервожатого — десятикласника Петра (Сергій Никоненко), і за це її дражнять в класі. Батько Тані — геолог; її мати виїхала до нього на деякий час, залишивши дочку під наглядом сусідки по квартирі. Щоб сподобатися піонервожатому, Таня занурюється в громадську роботу, і їй доручають знайти «цікаву людину» — одного з перших піонерів. Під час пошуків вона знайомиться зі своїм однолітком Геннадієм (Вітя Косих) і його дивним вітчимом (Ролан Биков), який допомагає їй в цих пошуках. Він приводить Тетяну до відомого музиканта Коркіна. Той обіцяє Тетяні прийти до них на збір, присвячений першим піонерам, але забуває, що скоро у нього гастролі. Побачивши якось в руках вожатого ковзани, Тетяна просить Геннадія навчити її на них кататися. Увечері вони йдуть на ковзанку, де вона бачить свого Петра в компанії з однокласницею. Розчарувавшись, вона йде з ковзанки і повертається додому. Там її зустрічає мама, яка несподівано приїхала. Коли стає відомо, що музикант Коркін поїхав на гастролі і не зможе прийти на збір, Таня бачить в цьому помсту вожатого-«зрадника»: адже саме Петро відповідає за проведення піонерського збору. Перед збором Таня приходить в оркестр до Колпакова і повідомляє йому, що Коркін поїхав, і вона не знає, що тепер робити. Колпаков розповідає їй про талановитого хлопчика-сурмача, одного з перших піонерів, який жив з ним по сусідству. Те знайомство настільки вплинуло на Колпакова, що він став професійним музикантом. Тетяна вмовляє Колпакова прийти на збір і розповісти цю історію всім. Перед початком збору Таня просить Петра дозволити Колпакову виступити, але Петро їй відмовляє, і вона вже остаточно розчаровується в ньому: формаліст, з кар'єрних міркувань ні на крок не відступить від встановлених правил! На зборі сурмач грає жахливо, Колпаков, не витримавши, несподівано виходить на сцену і починає розповідати про того свого знайомого, піонера-сурмача, який потім загинув в роки Великої Вітчизняної війни. Всі вражені іронією долі юного героя, вожатий записує розповідь Колпакова в блокнот, а школярі слухають музиканта з інтересом. В кінці свого виступу він підносить горн до губ — і величезний зал наповнюється урочистими, що ллються прямо в душу звуками…

## У ролях
- Олена Проклова — Таня Нечаєва
- Ролан Биков — вітчим Гени, Павло Васильович Колпаков
- Володимир Бєлокуров — скрипаль Сергій Петрович Коркін
- Сергій Никоненко — піонервожатий Петя Крючков
- Оля Семенова — Олена Орлова
- Віктор Косих — Генка Дресвянніков
- Вітя Сисоєв — Толя Бордуков
- Аріна Алейникова — вчителька російської мови
- Леонід Вейцлер — епізод
- Валентина Владимирова — вахтерка в театрі
- Олександра Денисова — гардеробниця в театрі
- Олег Єфремов — батько Гени, алкоголік Василь Дресвянніков
- Антоніна Максимова — Віра Вікторівна Іванова
- Елла Некрасова — дружина Коркина
- Люсьєна Овчинникова — мати Тані, Нечаєва
- Ія Саввіна — мати Гени
- Раїса Куркіна — господиня квартири
- Лена Золотухина — епізод
- Михайло Метьолкін — Базєєв
- Інга Будкевич — продавчиня
- Олександра Данилова — господиня квартири
- Світлана Старикова — прихильниця скрипаля Коркина (немає в титрах)

## Знімальна група
- Автор сценарію: Олександр Володін
- Режисер: Олександр Мітта
- Головний оператор: Олександр Панасюк
- Головний художник: Петро Кисельов
- Композитор: Веніамін Баснер